# عباس روستا
عباس روستا از سیاستمداران ایرانی بود، که در دوره‌های  بیست و یکم و  بیست و دوم   بعنوان نماینده تهران در مجلس شورای ملی حضور داشت.